# Доросла дочка молодої людини
«Доросла дочка молодої людини» — радянський телефільм 1990 року, телеверсія однойменної вистави Анатолія Васильєва, за п'єсою Віктора Славкіна, що знімалася Держтелерадіо СРСР в 1981–1982 роках. Крім цієї версії існує і пізніша, змонтована режисером в «двосерійний фільм», що вийшла під назвою «Дорога на Чаттанугу» (1992): назва відсилає до пісні «Чаттануга Чу-чу».

## Сюжет
Четверо головних героїв — московські стиляги 1950-х років. Минуло 20 років і вони знову зустрілися, щоб згадати молодість і захоплення джазом. Бемс (Альберт Філозов) в минулому відчайдушний шанувальник Глена Міллера, нині солідний інженер-будівельник. Його конфлікт з Івченком (Еммануїл Віторган), комсомольським функціонером, який в ті часи боровся з джазом, що невідповідав радянській ідеології, залишився в 1950-х роках. Бемса виключили з інституту і йому коштувало чималих зусиль залишитися на плаву і вижити. Протистояння стиляг і комсомольців нині стало історією. Тепер Бемсу необхідно знайти спільну мову зі своєю дочкою, яка не хоче мати з ним нічого спільного.

## У ролях
- Альберт Філозов —  Бемс (Борис Купріянов)
- Юрій Гребенщиков —  Прокоп
- Еммануїл Віторган —  Івченко (Анатолій Івченко)
- Лідія Савченко —  Люся, дружина Бемса
- Тетяна Майст —  Елла (Олена Купріянова), дочка Бемса
- Віктор Древицький — епізод
- А. Захаров — епізод
- С. Розін — епізод
- С. Надєждін — епізод
- М. Чорний — епізод

## Знімальна група
- Сценарій: Анатолій Васильєв,  Віктор Славкін
- Режисер-постановник: Олександр Шапорін
- Художник-постановник:  Ігор Попов
- Режисер:  Валерій Родін
- Звукорежисер: Андрій Зачосов
- Монтаж: В. Мілюкова
- Відеомонтаж: І. Медведєв, П. Кринкін
- Відеоінженери за кольорами: П. Кітов, Є. Корсукова
- Комп'ютерна графіка: М. Осадчий, О. Малютін
- Режисер-координатор: А. Раскін
- Адміністратор: М. Полякова
- Директор фільму: В. Туваєв, Б. Ліхтенрельз

## Знімальна група (1981—1982 років)
Матеріали постановки 1981—1982 років були використані для зйомки фільму.
- Компанія: Головна редакція літературно-драматичних програм ЦТ
- Художник: К. Островська
- Звукорежисер: А. Веретнікова
- Режисер Г. Сидорова
- Оператор: Олександр Шапорін
- Асистенти оператора: В. Стрельцов, В. Голіков
- Адміністратор: О. Меркелова
- Музичний редактор: М. Славич
- Редактор І. Лебедєва
- Директор: Юрій Островський